# Santa María la Nueva (título cardenalicio)
El título de Cardenal de Santa María la Nueva fue establecido por el Papa León XIII el 17 de marzo de 1887. Originalmente este título fue erigido alrededor del año 600 por el Papa Gregorio I, probablemente como una diaconía. El 8 de agosto de 1661 fue suprimido por el Papa Alejandro VII, que lo trasladó a la diaconía de Santa María de la Scala.

## Titulares
- Charles-Philippe Place (1886-1893)
- Léon-Benoit-Charles Thomas (1893-1894)
- Joseph-Christian-Ernest Bourret, C.O. (1893-1896)
- Guillaume-Marie-Joseph Labouré (1897-1906)
- Louis-Henri-Joseph Luçon (1907-1930)
- Francesco Marchetti Selvaggiani (1930-1936)
- Enrico Sibilia (1935-1939)
- Adam Stefan Sapieha (1946-1951)
- Joseph Wendel (1953-1960)
- Luis Concha Córdoba (1961-1975)
- Emmanuel Kiwanuka Nsubuga (1976-1991)
- Angelo Sodano (1991-1994; in commendam: 1994-2022)
- Péter Erdő (desde el 29 de marzo de 2023)